# Anna Skaros
Anna Skaros (ur. 1942) – polska aktorka teatralna, głosowa i filmowa, wykładowca wyższych uczelni, reżyser. 
Od 1959 do 1963 aktorka-lalkarka warszawskiego Teatru Lalki i Aktora „Baj”. 
W latach 1968–1997 aktorka kieleckiego Teatru im. S. Żeromskiego, w którym zagrała ponad 60 ról. W 1982 zdała egzamin dla aktorów dramatu. Podkładała głos pod główne postacie w filmach animowanych i bajkach muzycznych dla dzieci. Aktorka Teatru Telewizji.
Jest laureatką nagród, m.in. ministra kultury i sztuki (1995), wojewody kieleckiego (1989).

## Niektóre role teatralne
- Balladyna - „Balladyna” (Juliusz Słowacki, reż. J. Hutek)
- Ofelia - „Hamlet” (William Shakespeare, reż. W. Ulewicz)
- Klara - „Zemsta” (Aleksander Fredro, reż. J. Kreczmar)
- Mariona Wasiljewna Czelcowa - „Miłość na Krymie” (Sławomir Mrożek, reż. P. Szczerski)
- Mały Książę - „Mały książę” (Antoine de Saint-Exupery, reż. P. B. Jędrzejczak)

## Niektóre role jako aktorka głosowa
- Piesek w kratkę (serial animowany; głosy Pieska i dziewczynki)
- Kosmiczna heca (bajka muzyczna; głos kota)
- Księżniczka na ziarnku grochu (bajka muzyczna; głos księżniczki Pirlipatki)
- Lata ptaszek (bajka muzyczna; głos derkacza)
- ... Gdybym był ... (film animowany; wszystkie głosy)
- Tato, nie bój się dentysty (głos Pieska)
- Tomcio Paluch  (głos Tomcia)
- Kubuś Puchatek (bajka muzyczna wydana przez Polskie Nagrania na kasecie; CK 415) – Krzyś
- Chatka Puchatka (bajka muzyczna wydana przez Polskie Nagrania na kasecie; CK 416) – Krzyś

## Filmy
- 1984 Pobojowisko - Dorota